# 신용우 (1912년)
신용우(申庸雨, 1912년 10월 16일 ~ 1989년)는 대한민국의 공무원, 변호사이다.

## 경력
- 고등시험 행정과 합격
- 내무부 지방국 국장
- 서울시 내무국 국장
- 1960년 제3대 전매청장
- 대한민국 인사위원회 위원장
- 변호사 개업
- 변리사 등록
- 1963년 ~ 1966년 제3대 전라남도 도지사

| 전임 조필현 | 제5대 서울특별시 부시장 1956년 9월 24일 ~ 1959년 6월 11일 | 후임 최응복 |

| 전임 안정근 | 제3대 전매청장 1960년 5월 3일 ~ 1960년 9월 16일 | 후임 전충식 |

| 전임 김용관 | 제14대 전라남도지사 1963년 12월 19일 ~ 1966년 1월 28일 | 후임 김보현 |